# MSNBC
MSNBC (Microsoft/National Broadcasting Company) er en amerikansk engelsksproget 24-timers nyhedskanal, som er en af de største nyhedskanaler på kabelnettet i USA.
Kanalen blev lanceret den 15. juli 1996 af Microsoft og NBC. Microsoft solgte sig ud af nyhedskanalen i december 2005.